# همه یا هیچ (فیلم)
همه یا هیچ (به انگلیسی: All or Nothing) نام فیلم درامِ بریتانیایی است که در سال ۲۰۰۲ به کارگردانی مایک لی ساخته شد. این فیلم موفق شد جایزهٔ انجمن منتقدان فیلم لندن را از آنِ خود کند و برای دریافتِ نخل طلایی جشنواره فیلم کن ۲۰۰۲ نامزد شود.

## خلاصهٔ داستان
عشق «پنی» نسبت به شریک زندگی‌اش «فیل» افول کرده است. «فیل» راننده تاکسی ای نجیب و مهربان است و «پنی» در یک فروشگاه مسئول صندوق است. دختر آنها «ریچل» خانه‌های افراد سالخورده را تمیز می‌کند و پسرشان «روری» بیکار و سرکش است. لذت و خوشی زندگی آنها را ترک کرده اما وقتی اتفاقی غم‌انگیز زندگیشان را تغییر می‌دهد همه اعضای خانواده دور هم جمع می‌شوند…